# Dalende rozenscheutboorder
De dalende rozenscheutboorder (Ardis pallipes) is een vliesvleugelig insect uit de familie van de bladwespen (Tenthredinidae). De wetenschappelijke naam werd gepubliceerd in 1823 door Jean Guillaume Audinet Serville.